# NRL All-Stars Game 2015
Das NRL All-Stars Game 2015 war die fünfte Ausgabe des NRL All-Stars Game. In ihm gewannen die Indigenous All Stars 20:6 gegen die NRL All Stars. George Rose gewann als Man of the Match die Preston Campbell Medal.

## Auswahlverfahren
Wie im Vorjahr mussten einige Spieler verletzungsbedingt oder aus anderen Gründen ersetzt werden. Dies waren folgende:
- Chris Sandow, der durch Tyrone Roberts ersetzt wurde.[1]
- Will Hopoate, der durch Joseph Paulo ersetzt wurde.[2]
- Michael Ennis, der durch Nathan Friend ersetzt wurde.
- Tom Learoyd-Lahrs, der durch Chris Grevsmuhl ersetzt wurde.
- Greg Bird, der durch David Fifita ersetzt wurde.[3]
- Sam Thaiday, der durch Kyle Turner ersetzt wurde. Da Turner ohnehin als Ersatzspieler für das All-Stars Game nominiert war, wurde der dadurch freigewordene Platz mit Tyson Andrews besetzt.

## Das Spiel
| 13. Februar 20:00 | Indigenous All Stars | 20 : 6                        | NRL All Stars                                      | Cbus Super Stadium, Gold Coast Zuschauer: 23.177 Schiedsrichter: Gerard Sutton, Grant Atkins |
| 13. Februar 20:00 | Versuche: Inglis 51. erh. Chambers 64. erh. Grevsmuhl 78. erh. Erhöhungen: Thurston (3/3) Straftritte: Thurston (1/1) 75. | (0:0, 0:6, 6:0, 14:0) Bericht | Versuche: Walker 29. erh. Erhöhungen: Croker (1/1) | Cbus Super Stadium, Gold Coast Zuschauer: 23.177 Schiedsrichter: Gerard Sutton, Grant Atkins |

| 1                  | Greg Inglis        |
| 2                  | Alex Johnston      |
| 3                  | Will Chambers      |
| 4                  | Justin Hodges      |
| 5                  | Josh Hoffman       |
| 6                  | Ben Barba          |
| 7                  | Johnathan Thurston |
| 8                  | George Rose        |
| 9                  | Ray Thompson       |
| 10                 | Ryan James         |
| 11                 | Tyrone Peachey     |
| 12                 | Kyle Turner        |
| 13                 | Chris Grevsmuhl    |
| Auswechselspieler: |                    |
| 14                 | Tyrone Roberts     |
| 15                 | David Fifita       |
| 16                 | Dane Gagai         |
| 17                 | Tyson Andrews      |
| 18                 | Jack Wighton       |
| 19                 | Kierran Moseley    |
| 20                 | Brad Tighe         |

| 1                  | Matt Moylan             |
| 2                  | Manu Vatuvei            |
| 3                  | Jarrod Croker           |
| 4                  | Dylan Walker            |
| 5                  | Antonio Winterstein     |
| 6                  | Kieran Foran            |
| 7                  | Mitchell Pearce         |
| 8                  | James Graham            |
| 9                  | Nathan Friend           |
| 10                 | Jared Waerea-Hargreaves |
| 11                 | Beau Scott              |
| 12                 | Jason Taumalolo         |
| 13                 | Paul Gallen             |
| Auswechselspieler: |                         |
| 14                 | Jesse Bromwich          |
| 15                 | Luke Brooks             |
| 16                 | Joseph Paulo            |
| 17                 | Trent Merrin            |
| 18                 | Corey Parker            |
| 19                 | Jeremy Smith            |
| 20                 | Dave Taylor             |